# 스콧 애드싯
로버트 스콧 애드싯(영어: Robert Scott Adsit, 1965년 11월 26일 ~ )은 미국의 코미디언, 배우이다. NBC 방송국의 시트콤 《30 ROCK》에서 피트 혼버거 역을 맡았고 2015년 한국 개봉하는 디즈니 애니메이션 《빅 히어로》에서는 주인공의 친구 로봇 베이맥스의 목소리를 담당했다.

## 출연 작품

### 영화
- 라스트 나잇 - 스튜어트 역
- 더 디스커버러스 - 해리 하드코어 역
- 빅 히어로 - 베이맥스 역 (목소리)
- 세인트 빈센트 - 데이비드 역
- 굿바이 뉴욕
- 이별에 대처하는 자세
- 엉클 닉

### 드라마
- 30 락 시즌 6 (NBC) - 피트 역
- 30 락 시즌 7 (NBC) - 피트 역